# Corin Tucker
Corin Lisa Tucker (Eugene, Oregón; 9 de noviembre de 1972) es una cantautora y guitarrista estadounidense, conocida por su trabajo con la banda de rock Sleater-Kinney. Antes de formar Sleater-Kinney, Tucker fue miembro del grupo de rock indie Heavens to Betsy.

## Biografía
Tucker nació en Eugene, Oregón y pasó su infancia en Grand Forks, Dakota del Norte. Su padre era cantante de folk. A principios de la década de 1990, Tucker asistió a The Evergreen State College en Olympia, Washington, donde estudió cine, economía política y cambio social. Aunque Sleater-Kinney se formó en Olympia y más tarde se trasladó a Portland, Oregón, Tucker se describió como "una chica de pueblo" de Eugene. Antes de formar Sleater-Kinney, Tucker tocó en Heartless Martin con Becca Albee de Excuse 17. Heartless Martin lanzó un EP, titulado Tonight.

## Carrera

### Heavens to Betsy
Tucker fue miembro fundador de la influyente banda de riot grrrl Heavens to Betsy. Tocó su primer espectáculo público cuando la banda actuó en la Convención Internacional Pop Underground en agosto de 1991. Heavens to Betsy grabó un sencillo split con Bratmobile y varios sencillos para sellos discográficos independientes. Con frecuencia tocaban shows con Excuse 17, y las dos bandas aparecieron en la compilación LP Free to Fight. Heavens to Betsy lanzó un álbum, Calculated, en 1994.

### Sleater-Kinney
Después de la separación de Heavens to Betsy, Tucker formó Sleater-Kinney con Carrie Brownstein, miembro de Excuse 17, y su amiga Lora McFarlane. Cantó la voz principal y tocó la segunda guitarra al lado de Brownstein. Tucker lanzó siete álbumes con Sleater-Kinney en un lapso de once años antes de hacer una pausa en 2006. Según Brownstein, en marzo de 2010, Sleater-Kinney se reuniría y lanzaría un álbum con material nuevo en los próximos cinco años. Sleater-Kinney se reunió en 2014 y ha lanzado álbumes desde entonces.

### Cadallaca
Durante su tiempo con Sleater-Kinney, Tucker trabajó en un proyecto paralelo, Cadallaca, con Sarah Dougher y miembros de The Lookers. En 1998, Cadallaca lanzó su primer álbum, Introducing Cadallaca. Lanzaron un EP adicional en Kill Rock Stars, Out West, en 2000.

### The Corin Tucker Band
En abril de 2010, Tucker anunció que estaba grabando un álbum en solitario para Kill Rock Stars que se lanzará en octubre de 2010. Trabajó con Sara Lund de Unwound y Seth Lorinczi de Golden Bears y Circus Lupus. Según Tucker, el álbum sería un "disco de mamá de mediana edad". El álbum, titulado 1,000 Years, fue lanzado el 5 de octubre de 2010, con una recepción positiva por parte de los críticos musicales. Tucker realizó una gira por ambas costas de Estados Unidos para promover 1,000 Years. El segundo álbum de la banda, titulado Kill My Blues, fue lanzado el 18 de septiembre de 2012.

### Filthy Friends
Tucker formó el dúo Filthy Friends con Peter Buck de R.E.M. Han lanzado dos álbumes: Invitation (2017) y Emerald Valley (2019).

## Vida personal
Tucker es bisexual. Salió brevemente con su compañera de banda Carrie Brownstein al comienzo de Sleater-Kinney, un hecho revelado en un artículo ahora infame de Spin. Tucker diría del artículoː "No preguntaron sobre nuestras vidas personales en la entrevista. Hablamos sobre cosas que pensamos eran realmente importantes, y lo que publicaron fue que salimos. Solo salió como un chisme". Tucker escribió la canción de Sleater-Kinney "One More Hour" sobre su ruptura con Brownstein. Tucker se casó con el cineasta Lance Bangs en junio de 2000 en Islandia. Tienen un hijo, Marshall Tucker Bangs (nacido el 8 de marzo de 2001) y una hija, Glory (nacida en 2008).

## Discografía
Sleater-Kinney
- Sleater-Kinney (1995)
- Call the Doctor (1996)
- Dig Me Out (1997)
- The Hot Rock (1999)
- All Hands on the Bad One (2000)
- One Beat (2002)
- The Woods (2005)
- No Cities to Love (2015)
- The Center Won’t Hold (2019)
- Path of Wellness (2021)

Cadallaca
- Introducing Cadallaca (1998)
- Out West (1999)

The Corin Tucker Band
- 1,000 Years (2010)
- Kill My Blues (2012)

Filthy Friends
- Invitation (2017)
- Emerald Valley (2019)